# Jolene Purdy
Jolene Purdy (* 9. Dezember 1983 in Torrance oder Redondo Beach, Kalifornien als Jolene Aiko Purdy) ist eine US-amerikanische Schauspielerin.

## Leben und Karriere
Jolene Purdy wurde im Dezember 1983 in Torrance, nach anderen Quellen in Redondo Beach, beide in Kalifornien, geboren und wuchs dort auf. Sie ist zur Hälfte japanischer Abstammung und hat zwei jüngere Schwestern. Während sie die Redondo Union High School besuchte, nahm sie an deren Schauspielunterricht teil und trat in verschiedenen Musicalaufführungen der Schule auf. Sie war Mitglied eines Kinderchors und nahm dabei an einer Produktion des Musicals Evita an der South Bay Civic Light Opera teil. Nach ihrem Highschoolabschluss übernahm sie die Rolle des Erzählers in einer Aladin-Liveshow im Disneyland Resort in Anaheim. Ihre erste Rolle hatte sie 2001 als Cherita Chen in Richard Kellys Regiedebüt Donnie Darko, der später zum Kultfilm avancierte. Nach Gastauftritten in den beiden Fernsehserien Boston Public (2001) und Für alle Fälle Amy (2002) nahm sie eine Pause von der Schauspielerei.
2008 übernahm sie neben Jerry O’Connell und Jesse Tyler Ferguson die Hauptrolle als Molly Poleski in der Sitcom Do Not Disturb, die allerdings nach fünf produzierten Episoden – drei davon wurden ausgestrahlt – wieder eingestellt wurde. 2009 und 2010 war sie in einer wiederkehrenden Rolle als Mandella in der Jugendserie 10 Dinge, die ich an dir hasse des Kabelsenders ABC Family zu sehen. Die Serie basiert auf dem gleichnamigen Film aus dem Jahre 1999, in dem die Rolle von Mandella von Susan May Pratt übernommen wurde. Eine weitere Hauptrolle spielte Purdy von 2010 bis 2011 in der Jugend-Comedyserie Gigantic als Piper Katins, der Freundin der Hauptfigur Anna Moore (Grace Gummer). Neben zwei Gastrollen in Breaking Bad (2010) und Raising Hope (2012) spielte sie 2011 auch in den ersten drei Episoden der dritten Staffel von Glee mit.
2013 übernahm sie in der ersten Staffel der CBS-Science-Fiction-Serie Under the Dome, die auf dem im Original gleichnamigen Roman Die Arena von Stephen King basiert, die Hauptrolle der Dodee Weaver.
Sie ist verheiratet und hat eine Tochter.

## Filmografie (Auswahl)
- 2001: Donnie Darko
- 2001: Boston Public (Fernsehserie, Episode 2x01)
- 2002: Für alle Fälle Amy (Judging Amy, Fernsehserie, Episode 3x21)
- 2008: Do Not Disturb (Fernsehserie, 5 Episoden)
- 2009–2010: 10 Dinge, die ich an dir hasse (Fernsehserie, 8 Episoden)
- 2010: Breaking Bad (Fernsehserie, Episode 3x04)
- 2010–2011: Gigantic (Fernsehserie, Episoden 1x01–1x18)
- 2011: Glee (Fernsehserie, Episoden 3x01–3x03)
- 2012: Raising Hope (Fernsehserie, Episode 2x11)
- 2013–2014: Under the Dome (Fernsehserie, 9 Episoden)
- 2016–2017: Orange Is the New Black (Fernsehserie, 19 Episoden)
- 2018: Atlanta Medical (Fernsehserie, 2 Episoden)
- 2019: The Magicians (Fernsehserie, 3 Episoden)
- 2021: WandaVision (Fernsehserie, 3 Episoden)
- 2021: The White Lotus (Fernsehserie, Folge 1x01)
- 2022: Immer für dich da (Firefly Lane, Fernsehserie, 6 Episoden)
- 2023:	Unseen
- 2024: Empire Waist